# Tane Norton
Tane Norton (Waikari, Nueva Zelanda; 30 de marzo de 1942 – 4 de agosto de 2023) fue un jugador de rugby neozelandés que jugó en la posición de Hooker.

## Carrera

### Club
| Periodo   | Club               |
| --------- | ------------------ |
| 1961-1968 | Mid Canterbury RFU |
| 1969-1977 | Canterbury RFU     |

### Selección nacional
Jugó para Nueva Zelanda en 27 ocasiones de 1971 a 1977, jugó en World Invitation XV en Sudáfrica y participó en la Gira de los Leones Británico-Irlandeses 1977. También jugó para los Māori All Blacks de 1969 a 1977.

## Logros

### Club
- NPC (1): 1977
- Ranfutly Shield (2): 1969/71, 1972/73

### Individual
- Copa Tom French (2): 1973, 1974.
- Orden del Mérito de Nueva Zelanda en 2006.[5]